# Jean Dufaux
Jean Dufaux (Ninove, 7 de juny de 1949) és un guionista belga de còmic, és l'autor de sèries famoses com Jessica Blandy, Giacomo C., Djinn, La Complainte des landres perdues o Murena.

## Biografia
Dufaux va assistir a classes a l'Institut d'Arts de Radiodifusió de Brussel·les i va ser contractat com a periodista per Ciné-Presse i va escriure notícies i obres de teatre. Els seus primers treballs de còmic es publiquen a la revista Tintin, alguns després recopilats en àlbums. El 1983 va escriure amb Jean-Luc Vernal, la sèrie Brelan de dames amb Renaud Denauw. Dufaux i Xavier Musquera s'associen per dos volums de Melly Brown (1985 i 1987) i per Lucius, le sourire de la murène (àlbum publicat el 1986). Paral·lelament, amb Édouard Aidans, Dufaux crea La Toile et la dague, dels quals tres abums surten entre 1986 i 1989 (Circus). Amb Frédéric Delzant, Dufaux va dissenyar la trilogia del Maître des brumes (1987-1989). Denauw i Dufaux emprenen la sèrie Jessica Blandy, publicada en àlbums entre 1987 i 2006 ; té 24 volums i un número especial. El mateix tàndem va fer la trilogia dels Enfants de la Salamandre (1988-1990) i Santiag, que compta amb 5 volums entre 1991 i 1996. El guionista escriu per a Griffo Béatifica Blues (1986) i després Giacomo C. (1987-2005) i el àlbum biogràfic Sade (1991). Va escriure per als dibuixants Jean-Claude Sohier i Eddy Paape els tres àlbums de Jardins de la peur (1988-1991). Chelsy, un díptic dissenyat per Éric Joris, apareix entre 1990 i 1992, mentre que en paral·lel, aquesta vegada amb Jean-Louis Humblet, crea Gotcha. Col·labora amb Christian Durieux per a Avel (4 volums entre 1991 i 1994). Fox, una sèrie en 7 volums i dissenyada per Jean-François Charles, es publica en set volums entre 1991 i 2005. Dufaux s'associa amb Marc Malès per un àlbum biogràfic sobre Ernest Hemingway: Mort d'un lleopard (1992). Va col·laborar amb Griffo per a la seqüela de Béatifica Blues, titulada Samba-Bugatti, que té quatre volums entre 1992 i 1997. També escriu Sang-de-Lune, de la qual els 6 volums, publicats entre 1992 i 1997, són dibuixats per Viviane Nicaise.
Des de 1993, es va associar amb Grzegorz Rosinski per Complainte des Landes perdues, sèrie de fantasia heroica inspirada per llegendes celtes (del qual el dibuix és a continuat per Philippe Delaby i Béatrice Tillier). Per a Massimo Rotundo, Dufaux escriu un àlbum Pasolini : Pig! Pig! Pig! el 1993 i, per a Martin Jamar, la sèrie històrica Les voleurs d'Empires, de la que es publiquen set volums entre 1993 i 2002. Escriu un nou àlbum biogràfic sobre l'escriptor Honoré de Balzac, representat per Joëlle Savey (1994). Reprenent la col·laboració amb Griffo, el guionista escriu Monsieur Noir, un díptic publicat el 1994 i el 1995. Va néixer el 1996 un nou àlbum amb Mallès, Hammett, després els tres volums de Révoltés (1998-2000). Associant-se a Hugues Labiano, Dufaux va crear Dixie Road (4 volums entre 1997 i 2001). Ofereix a Philippe Delaby un vast pèplum que es materialitza quan va aparèixer el 1997 el primer volum de Murena. Amb el dibuix de Lucien Rollin, publica Ombres, una sèrie de fantasia amb set volums publicats entre 1998 i 2004. Col·labora amb el dibuixant Enrico Marini per a la sèrie Rapaces, que té 5 volums entre 1998 i 2006. Una altra sèrie, aquesta vegada amb Philippe Adamov, apareix entre 1997 i 2003 : L'emperadriu vermella. Per a Olivier Grenson, el guionista llança Niklos Koda des de 1999, sèrie que acaba el 2017. Després de conèixer la il·lustradora Ana Mirallès, li ofereix la sèrie Djinn, el primer àlbum publicat el 2001, acabant a saga el 2016. També el 2001 comença la sèrie Jaguar, amb Jan Bosschaert, finalitzada el 2005. El guionista també assumeix Les Rochester, amb Philippe Wurm, i sis volums es publiquen entre el 2001 i el 2009. Repetint la col·laboració amb Martin Jamar, Dufaux imagina Double masque entre el 2004 i el 2013. Torna a treballar amb Denauw sobre la trilogia Venus H. a partir de 2005. Després apareix Croisade, dibuixada per Philippe Xavier entre 2007 i 2014.
El 2013 va prendre el relleu de Jean Van Hamme en el guió de Blake i Mortimer, per a l'àlbum L'Onde Septimus, dibuixat per Antoine Aubin i Étienne Schréder, que imagina la seqüela de l'obra mestra de Edgar P. Jacobs, La marca groga.
L'any 2015, l'artista publica amb Olivier Boiscommun l'àlbum Meutes, la història de grans famílies que es disputen el poder, amb una narració molt cinamatogràfica, segons Ouest-France, que considera el primer àlbum un èxit. El segon volum es publica el 2016.
L'obra de Jean Dufaux és prolífica i tracta de diversos gèneres : thriller, històric, fantàstic, western, amb un sentit innat del suspense i un veritable talent per al diàleg.
És president del jurant dels premis belgas Diagonale. Ha estat objecte d'una exposició, al Museu Reial de Belles Arts de Bèlgica. Va ser nomenat cavaller de l'ordre de les arts i les lletres el 2009.

## Obra

### One Shots
- Arnold le rêveur, Point Image, 1999

Guió: Jean Dufaux - Dibuix: Bruno Di Sano
- Koba, Delcourt, 2014

Guió: Jean Dufaux - Dibuix: Régis Penet
- The Beast, Kana, 2016

Guió: Jean Dufaux - Dibuix: Chi Tak Li
- Vincent - Un Saint au temps des mousquetaires, Dargaud, 2016

Guió: Jean Dufaux - Dibuix: Martin Jamar
- Le Chien de Dieu, Futuropolis, 2017

Guió: Jean Dufaux - Dibuix: Jacques Terpant
- Nez-de-Cuir, Futuropolis, 2019

Guió: Jean Dufaux a partir de la novel·la homònima de Jean de La Varende - Dibuix: Jacques Terpant

### Sèries

#### Avel
- 1 Achevez les solitaires, Glénat (collection Grafica), 1991
- 2 Olivia, Glénat (collection Grafica), 1991
- 3 Le Thème de Camille, Glénat (collection Grafica), 1991
- 4 Mort d'un traître, Glénat (collection Grafica), 1991

Guió: Jean Dufaux - Dibuix i colors: Christian Durieux

#### Barracuda
- 1 Esclaves, Dargaud, 2010
- 2 Cicatrices, Dargaud, 2011
- 3 Duel, Dargaud, 2012
- 4 Révoltes, Dargaud, 2013
- 5 Cannibales, Dargaud, 2015
- 6 Délivrance, Dargaud, 2016

Dibuix i colors: Jérémy

#### Beatifica Blues
- 1, Dargaud, 1986
- 2, Dargaud, 1988
- 3, Dargaud, 1989

Dibuix i colors: Griffo

#### Blake et Mortimer
- 22 L'Onde Septimus, Éditions Blake et Mortimer, 2013.

Guió: Jean Dufaux - Dibuix: Antoine Aubin, Étienne Schréder - Colors : Laurence Croix
- 27 Le Cri du Moloch, Éditions Blake et Mortimer, 2020.

Guió: Jean Dufaux - Dibuix: Christian Cailleaux, Étienne Schréder - Colors : Laurence Croix

#### Le Bois des vierges (Dibuix i colors: Béatrice Tillier)
- 1 Hache, Robert Laffont, 2008
- 2 Loup, Delcourt, 2010
- 3 Épousailles, Delcourt, 2013

#### Brelan de dames
- 5 La Malédiction, Éditions du Lombard, 1986

Guió: Jean-Luc Vernal i Jean Dufaux - Dibuix: Renaud - Colors: Guy Vangibergen
- 6 Le Sang des Dewatah, Éditions du Lombard, 1987

Guió: Jean-Luc Vernal i Jean Dufaux - Dibuix: Renaud - Colors: Liliane
- 7 L'Œil du barracuda, Éditions du Lombard, 1988

Guió: Jean-Luc Vernal i Jean Dufaux - Dibuix: Renaud - Colors: Béatrice Monnoyer

#### Chelsy
- 1 Tuez-les tous, Dieu reconnaîtra les siens, Glénat, 1990
- 2 Natures… mortes, Glénat, 1992

Dibuix: Éric Joris - Colors : Jean-Jacques Chagnaud

#### Complainte des landes perdues
- 1 Sioban, Dargaud, 1993
- 2 Blackmore, Dargaud, 1994
- 3 Dame Gerfaut, Dargaud, 1996
- 4 Kyle of Klanach, Dargaud, 1998

Dibuix: Grzegorz Rosinski - Colors : Graza
- 5 Moriganes, Dargaud, 2004

Dibuix i colors: Philippe Delaby
- 6 Le Guinea Lord, Dargaud, 2008

Dibuix: Philippe Delaby - colors: Jérémy
- 7 La fée Sanctus, Dargaud, 2012

Dibuix: Philippe Delaby - colors: Bérangère Marquebreucq
- 8 Sill Valt, Dargaud, 2014

Dibuix: Philippe Delaby i Jérémy - colors: Sébastien Gérard i Bérangère Marquebreucq
- 9 Tête noire, Dargaud, 2015

Dibuix i colors: Béatrice Tillier

#### Conquistador
- 1 Tom I, Glénat, 2012
- 2 Tom II, Glénat, 2012
- 3 Tom III, Glénat, 2013
- 4 Tom IV, Glénat, 2015

Dibuix: Philippe Xavier - Colors : Graza

#### Croisade
- 1 Simoun Dja, Le Lombard, 2007
- 2 Le Qua’dj, Le Lombard, 2008
- 3 Le Maître des machines, Le Lombard, 2009
- 4 Becs de feu, Le Lombard, 2009
- 5 Gauthier de Flandres, Le Lombard, 2010. Publicat a l'original com no 1 de la sèrie Nomade
- 6 Sybille, jadis, Le Lombard, 2011
- 7 Le maître des sables, Le Lombard, 2013
- 8 Le dernier souffle, Le Lombard, 2014

Dibuix : Philippe Xavier - Colors : Jean-Jacques Chagnaud

#### Dakota
- Dakota tom 1, Glénat collection Grafica, 2012

Dibuix: Philippe Adamov - colors: Greg Salsedo
- Dakota tom 2, Glénat collection Grafica, 2016

Dibuix: Philippe Adamov - colors : Jean-Jacques Chagnaud

#### Dixie Road
- 1, Dargaud, 1997
- 2, Dargaud, 1997
- 3, Dargaud, 1999
- 4, Dargaud, 2001

Dibuix: Hugues Labiano - colors : Marie-Paule Alluard

#### Djinn
- 1 La Favorite, Dargaud, 2001
- 2 Les 30 Clochettes, Dargaud, 2002
- 3 Le Tatouage, Dargaud, 2003
- 4 Le Trésor, Dargaud, 2004
- 5 Africa, Dargaud, 2005
- 6 La Perle noire, Dargaud, 2006
- 7 Pipiktu, Dargaud, 2007
- 8 Fièvres, Dargaud, 2008
- 9 Le Roi gorille, Dargaud, 2009
- 10 Le Pavillon des plaisirs, Dargaud, 2010
- 11 Une jeunesse éternelle, Dargaud, 2012
- 12 Un honneur retrouvé, Dargaud, 2014
- 13 Kim Nelson, Dargaud, 2016
- HS1 Ce qui est caché, Dargaud, 2004
- HS2 Notes sur Africa, Dargaud, 2009

Dibuix i colors: Ana Miralles

#### Double Masque
- 1 La Torpille, Dargaud, 2004
- 2 La Fourmi, Dargaud, 2005
- 3 L'Archifou, Dargaud, 2006

Dibuix: Martin Jamar - colors : Bertrand Denoulet
- 4 Les Deux Sauterelles, Dargaud, 2008
- 5 Les Coqs, Dargaud, 2011

Dibuix i colors: Martin Jamar

#### The Dream
- 1 Jude, Dupuis, 2018, dibuix: Guillem March

#### Les Enfants de la salamandre
- 1 Angie, Dargaud, 1988
- 2 Arkadin, Dargaud, 1989
- 3 Alicia, Novedi, 1990
- Integral, Glénat (collection Caractère), 1997

Dibuix: Renaud, colors : Béatrice Monnoyer

#### Les Enfers
- 1 Les Trois Clés, Robert Laffont, 2007

Dibuix i colors : Paolo Eleuteri Serpieri
El primer número va aparèix com Les Enfers. La sèrie es va reprendre el 2012 amb el títol de Saria

#### Fox
- 1 Le Livre maudit, Glénat (collection Caractère), 1991
- 2 Le Miroir de vérité, Glénat (collection Caractère), 1992
- 3 Raïs el Djemat, Glénat (collection Caractère), 1993
- 4 Le Dieu rouge, Glénat (collection Caractère), 1994
- 5 Le Club des momies, Glénat (collection Caractère), 1996
- 6 Jours corbeaux, Glénat (collection Caractère), 1997
- 7 Los Alamos, Trinity, Glénat (collection Caractère), 1998

Dibuix: Jean-François Charles - Colors : Christian Crickx

#### Giacomo C
- 1 Le Masque dans la bouche, Glénat (collection Vécu), 1988
- 2 La Chute de l'ange, Glénat (collection Vécu), 1989
- 3 La Dame au cœur de suie, Glénat (collection Vécu), 1990
- 4 Le Maître et son valet, Glénat (collection Vécu), 1991
- 5 Pour l'amour d'une cousine, Glénat (collection Vécu), 1992
- 6 La Bague des Fosca, Glénat (collection Vécu), 1993

Dibuix: Griffo
- 7 Angelina, Glénat (collection Vécu), 1995
- 8 La Non-belle, Glénat (collection Vécu), 1996

Dibuix: Griffo - Colors : Anaïs
- 9 L'Heure qui tue, Glénat (collection Vécu), 1998
- 10 L'Ombre de la tour, Glénat (collection Vécu), 1999
- 11 Des lettres…, Glénat (collection Vécu), 2000
- 12 La Fiammina, Glénat (collection Vécu), 2002
- 13 La Fuite, Glénat (collection Vécu), 2003
- 14 Boucle d'or, Glénat (collection Vécu), 2004
- 15 La Chanson des guenilles, Glénat (collection Vécu), 2005

Dibuix i colors: Griffo
- HS Côté cour et côté canal, Glénat (collection Vécu), 2002

Guió: Luc Révillon - Dibuix: Griffo

#### Giacomo C. - Retour à Venise
- 1, Glénat (collection Caractère), 2017, dibuix i colors: Griffo

#### Gotcha
- 1 Valse sur une nuit d'orage, Blanco, 1990
- 2 L'Or de Salomon, Blanco, 1991
- Integral, Une idée bizarre, 2013

Dibuix: Jean-Louis Humblet

#### Grands Écrivains
- Sade : L'Aigle, mademoiselle, Glénat (collection Caractère), 1991

Dibuix: Griffo - Colors: Griffo
- Hemingway : Mort d'un léopard, Glénat (collection Caractère), 1992

Dibuix: Marc Malès - Colors: Marc Malès
- Pasolini : Pig! Pig! Pig!, Glénat (collection Caractère), 1993

Dibuix: Massimo Rotundo - Colors: Massimo Rotundo
- Balzac, Glénat (collection Caractère), 1994

Dibuix: Joëlle Savey, colors: Joëlle Savey
- Hammett, Glénat (collection Caractère), 1996

Dibuix: Marc Malès

#### L'Impératrice rouge
- 1 Le Sang de Saint-Bothrace, Glénat (collection Caractère), 1999
- 2 Cœurs d'acier, Glénat (collection Caractère), 2001
- 3 Impurs, Glénat (collection Caractère), 2002
- 4 Les Grands Cachalots, Glénat (collection Caractère), 2003

Dibuix i colors : Philippe Adamov

#### Jaguar
- 1, Casterman, 2001
- 2, Casterman (collection Un monde), 2002
- 3, Casterman (collection Un monde), 2003

Dibuix i colors: Jan Bosschaert
- Dog Mengo tom 1, Casterman (collection Un monde), 2005

Dibuix: Jan Bosschaert, colors: Nestor Pereyra

#### Les Jardins de la peur
- 1 Le Caveau Hardwood, Dargaud, 1988
- 2 Le Retour de Lady Mongo, Dargaud, 1989

Guió: Jean Dufaux - Dibuix: Eddy Paape i Jean-Claude Sohier - Colors: Béatrice Monnoyer
- 3 Les Cauchemars de Nils Fallon, Les Humanoïdes Associés, 1991

Guió: Jean Dufaux - Dibuix: Eddy Paape i Jean-Claude Sohier - Couleurs: Jean-Claude Sohier

#### Jessica Blandy
- 1 Souviens-toi d'Enola Gay…, Novedi, 1987

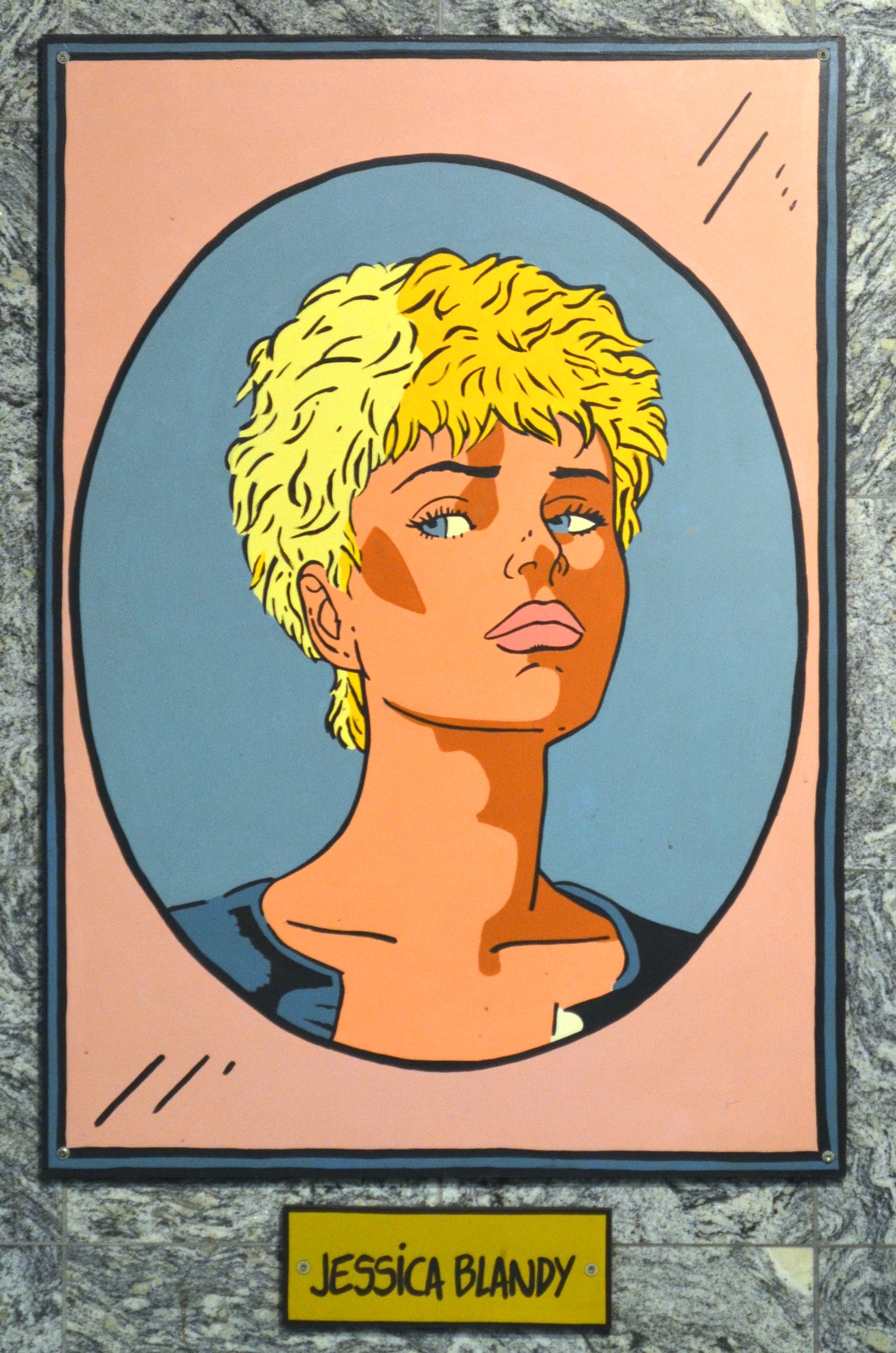
Jessica Blandy a l'estació Janson del tren lleuger de Charleroi.

- 2 La Maison du Dr Zack, Novedi, 1987

Dibuix: Renaud - Colors: Béatrice Monnoyer
- 3 Le Diable à l'aube, Novedi, 1988
- 4 Nuits couleur blues, Novedi, 1988

Dibuix: Renaud
- 5 Peau d'Enfer, Novedi, 1989
- 6 Au loin, la fille d'Ipanema…, Novedi, 1990
- 7 Répondez, mourant…, Dupuis, 1992
- 8 Sans regrets, sans remords…, Dupuis (collection Repérages), 1992
- 9 Satan, mon frère, Dupuis (collection Repérages), 1993
- 10 Satan, ma déchirure, Dupuis (collection Repérages), 1994
- 11 Troubles au paradis, Dupuis (collection Repérages), 1995
- 12 Comme un trou dans la tête, Dupuis (collection Repérages), 1996

Dibuix: Renaud, colors: Béatrice Monnoyer
- 13 Lettre à Jessica, Dupuis (collection Repérages), 1997
- 14 Cuba!, Dupuis (collection Repérages), 1998
- 15 Ginny d'avant, Dupuis (collection Repérages), 1998
- 16 Buzzard Blues, Dupuis (collection Repérages), 1999

Dibuix: Renau, colors : Béatrice Delpire
- 17 Je suis un tueur, Dupuis (collection Repérages), 2000
- 18 Le Contrat Jessica, Dupuis (collection Repérages), 2000
- 19 Erotic attitude, Dupuis (collection Repérages), 2001
- 20 Mr Robinson, Dupuis (collection Repérages), 2002. Inclou Le dossier
- 21 La Frontière, Dupuis (collection Repérages), 2002
- 22 Blue Harmonica, Dupuis (collection Repérages), 2003
- 23 La Chambre 27, Dupuis (collection Repérages), 2004
- 24 Les Gardiens, Dupuis (collection Repérages), 2006

Dibuix i color: Renaud
- Integral 1, Dupuis (collection Magnum), 2010
- Integral 2, Dupuis (collection Magnum), 2011
- Integral 3, Dupuis (collection Magnum), 2011
- Integral 4, Dupuis (collection Magnum), 2012
- Integral 5, Dupuis (collection Magnum), 2012
- Integral 6, Dupuis (collection Magnum), 2013
- Integral 7, Dupuis (collection Magnum), 2014

- Jean Dufaux à propos de Jessica Blandy, À Propos, 2002

Dibuix: Renaud - sense color

#### Lady Elza
1 Excentric Club, Glénat, 2011, Dibuix: Philippe Wurm

#### Lucius
1 Le Sourire de la murène, Les Archers, 1986, Dibuix: Xavier Musquera, colors : Jacques Kievits

#### Le Maître des brumes
- 1 La Route vers Glimrock, Glénat (collection Circus), 1987
- 2 La Prière des charognards, Glénat (collection Circus), 1988

Dibuix: Éric
- 3 La Peste d'Oar, Glénat (collection Circus), 1989

Dibuix: Éric - Colors: Jean-Jacques Chagnaud

#### Medina
1 Les Drax, Le Lombard, 2010
Dibuix i colors: Yacine Elghorri

#### Melly Brown
- 1 Les Champs de l'enfer, Le Miroir, 1985
- 2 Les Fusils de la colère, Le Miroir, 1987

Dibuix: Xavier Musquera

#### Meutes
- 1 Lune rouge 1/2, Glénat (collection Grafica), 2015
- 2 Lune rouge 2/2, Glénat (collection Grafica), 2016

Dibuix i colors : Olivier Boiscommun

#### Monsieur Noir
- 1, Dupuis (collection Aire libre), 1994
- 2, Dupuis (collection Aire libre), 1995

Dibuix: Griffo - Colors : Anaïs

#### Murena
- 1 La Pourpre et l'Or, Dargaud, 1997

Dibuix: Philippe Delaby, colors: Béatrice Delpire
- 2 De sable et de sang, Dargaud, 1999

Dibuix: Philippe Delaby, colors: Philippe Delaby i Benn
- 3 La Meilleure des mères, Dargaud, 2001

Dibuix: Philippe Delaby, colors: Philippe Delaby i Dina Kathelyn
- 4 Ceux qui vont mourir…, Dargaud, 2002

Dibuix: Philippe Delaby, colors: Philippe Delaby i Dina Kathelyn
- 5 La Déesse noire, Dargaud, 2005

Dibuix: Philippe Delaby - Colors: Philippe Delaby i Jérémy Petiqueux
- 6 Le Sang des bêtes, Dargaud, 2006
- 7 Vie des feux, Dargaud, 2009
- 8 Revanche des cendres, Dargaud, 2010

Dibuix: Philippe Delaby - Colors: Jérémy Petiqueux
- 9 Les Épines, Dargaud, 2013

Dibuix: Philippe Delaby - Colors: Sébastien Gérard
- 10 Le Banquet, Dargaud, 2017
- 11 Lemuria, Dargaud, 2020

Dibuix: Theo - Colors : Lorenzo Pieri

#### Niklos Koda
- 1 À l'arrière des berlines, Le Lombard (collection Troisième vague), 1999
- 2 Le Dieu des chacals, Le Lombard (collection Troisième vague), 2000
- 3 Inch’ Allah, Le Lombard (collection Troisième vague), 2001
- 4 Valses maudites, Le Lombard (collection Troisième vague), 2002
- 5 Hali Mirvic, Le Lombard (collection Troisième vague), 2003
- 6 Magie noire, Le Lombard (collection Troisième vague), 2004
- 7 Magie blanche, Le Lombard (collection Troisième vague), 2005
- 8 Le Jeu des maîtres, Le Lombard (collection Troisième vague), 2006
- 9 Arcane 16, Le Lombard (collection Troisième vague), 2007
- 10 Trois d'épées, Le Lombard (collection Troisième vague), 2008

Dibuix: Olivier Grenson - Colors : Bertrand Denoulet
- 11 La Danse du diable, Le Lombard (collection Troisième vague), 2013
- 12 L'Océan, Le Lombard (collection Troisième vague), 2014
- 13 No Song, Le Lombard (collection Troisième vague), 2015
- 14 Le Spiborg, Le Lombard (collection Troisième vague), 2016
- 15 Le Dernier masque, Le Lombard (collection Troisième vague), 2017

Dibuix: Olivier Grenson, colors : Benoît Bekaert

#### Ombres
- 1 Le Solitaire I, Glénat (collection Grafica), 1998
- 2 Le Solitaire II, Glénat (collection Grafica), 1998
- 3 Le Sablier I, Glénat (collection Grafica), 1999
- 4 Le Sablier II, Glénat (collection Grafica), 2000
- 5 Le Crâne I, Glénat (collection Grafica), 2001
- 6 Le Crâne II, Glénat (collection Grafica), 2003
- 7 Le Tableau, Glénat (collection Grafica), 2004
- Integral, Glénat (collection Grafica), 2013

Dibuix: Lucien Rollin, colors: Jean-Jacques Chagnaud

#### Rapaces
- 1, Dargaud, 1998
- 2, Dargaud, 2000
- 3, Dargaud, 2001
- 4, Dargaud, 2003
- HS Je reviendrai, Dargaud, 2006

Dibuix i colors: Enrico Marini

#### Renaudin
- 1 Le Renard de sang, Noir Dessin Production, 1992
- 2 Légendes aux trousses, Noir Dessin Production, 1993
- 3 Prince charmant et Cie, Noir Dessin Production, 1994
- Le Jeune Renaudin, Point Image, 2002
- Integral Renaudin, chroniques médiévales: les 5 premières aventures, Noir Dessin Production, Col·lecció: Les classiques de la BD Belge, 2011

Dibuix: Bruno Di Sano - Colors: blanc i negre

#### Les Révoltés
- 1, Glénat (collection Caractère), 1998
- 2, Glénat (collection Caractère), 1999
- 3, Glénat (collection Caractère), 2000

Dibuix: Marc Malès

#### Les Rochester
- 1 L'Affaire Claudius, Casterman, 2001
- 2 Claudius ne répond plus, Casterman (collection Ligne rouge), 2002
- 3 La Liste Victoria, Dupuis (collection Repérages), 2004
- 4 Fantômes et marmelade, Dupuis (collection Repérages), 2006
- 5 Jeunes gens en colère, Dupuis (collection Repérages), 2007

Dibuix: Philippe Wurm - Colors: Bertrand Denoulet
- 6 Lilly et le lord, Dupuis (collection Repérages), 2009

Dibuix: Philippe Wurm - Colors: Benoît Bekaert

#### La Route Jessica
- 1 Daddy!, Dupuis, 2009
- 2 Piment rouge, Dupuis, 2009
- 3 Le Désir et la Violence, Dupuis, 2011

Dibuix i colors: Renaud

#### Saga Valta
- 1, Le Lombard, 2012
- 2, Le Lombard, 2014

Dibuix: Mohamed Aouamri, colors: BenBK
- 3, Le Lombard, 2017

Dibuix: Mohamed Aouamri, colors: Christian Goussale

#### Samba Bugatti
- 1 Samba Bugatti, Glénat (collection Caractère), 1992
- 2 Monkey Rock, Glénat (collection Caractère), 1993
- 3 Le Mystère Bugatti, Glénat (collection Caractère), 1994
- 4 L'Oiseau-rouille, Glénat (collection Caractère), 1997

Dibuix i colors: Griffo

#### Sang-De-Lune
- 1 Sang-De-Lune, Glénat (collection Grafica), 1992
- 2 Sang-Marelle, Glénat (collection Grafica), 1993
- 3 Sang-Désir, Glénat (collection Grafica), 1994

Dibuix: Viviane Nicaise, colors: Laurence Herlich
- 4 Rouge-Vent, Glénat (collection Grafica), 1995
- 5 Sang-Délire, Glénat (collection Grafica), 1996
- 6 Lise et le boucher, Glénat (collection Grafica), 1997
- Integral, Glénat (collection Grafica), 2007

Dibuix: Viviane Nicaise

#### Santiag
- 1 Santiag, Glénat (collection Grafica), 1991
- 2 Le Gardien de la nuit, Glénat (collection Grafica), 1992
- 3 Rouge… comme l'éternité, Glénat (collection Grafica), 1994
- 4 De l'autre côté du rio, Glénat (collection Grafica), 1995

Dibuix: Renaud, colors: Béatrice Monnoyer
- 5 Le Retour, [Glénat (collection Grafica), 1996

Dibuix: Renaud, colors : Béatrice Delpire

#### Saria
(continuació de la sèrie Les Enfers)
- 1 Les Trois Clés, Delcourt, 2012 (reedició de l'àlbum 1 de la sèrie Les Enfers)

Dibuix: Paolo Eleuteri Serpieri, colors: Paolo Eleuteri Serpieri
- 2 La Porte de l'ange, Delcourt, 2012
- 3 La Fin d'un règne, Delcourt, 2020

Dibuix: Riccardo Federici, colors : Riccardo Federici

#### Sortilèges
- 1 Livre 1, Dargaud, 2012
- 2 Livre 2, Dargaud, 2013
- 3 Livre 3, Dargaud, 2014
- 4 Livre 4, Dargaud, 2015

Dibuix: José Luis Munuera i colors : Sergio Sedyas

#### La Toile et la Dague
- 1 Le Mort sur le bûcher, Dargaud, 1986
- 2 La Nuit des poisons, Dargaud, 1988

Guió: Jean Dufaux - Dibuix: Édouard Aidans
- 3 Le Prince foudroyé, Dargaud, 1989

Dibuix: Édouard Aidans, colors : Béatrice Monnoyer

#### Vénus H
- 1 Anja, Dargaud, 2005
- 2 Miaki, Dargaud, 2007
- 3 Wanda, Dargaud, 2008

Dibuix i colors : Renaud
- HS Archives secrètes, Tropica BD

Dibuix i colors : Renaud

#### Les Voleurs d'Empires
- 1 Les Voleurs d'Empires, Glénat (collection Grafica), 1993
- 2 Fleurs de peau, Glénat (collection Grafica), 1995
- 3 Un sale métier, Glénat (collection Grafica), 1996
- 4 Frappe misère, Glénat (collection Grafica), 1997
- 5 Chat qui mord, Glénat (collection Grafica), 1999
- 6 La Semaine sanglante, Glénat (collection Grafica), 2000
- 7 Derrière le masque, Glénat (collection Grafica), 2002

Dibuix i colors: Martin Jamar

## Premis
- 2002: 
  - Premi de premsa Saint Michel a Bèlgica per Les 30 Clochettes (Djinn, 2), amb Ana Mirallès
  - Premi Causa Bédéis al Quebec per La Favorite amb Ana Mirallès[12]
- 2011: Premi Château de Cheverny de la bande dessinée historique (còmic històric) per Murena, 8: Revanche des cendres (amb Philippe Delaby)